# Hell on Earth Part V
Hell on Earth Part V — двойной DVD рок-группы Manowar, вышедший 27 ноября 2009 года.
Обложка для альбома сделана известным художником Кеном Келли. На оригинальной обложке грудь девушки закрыта змеёй. Обложку можно перевернуть. На обратной стороне обложки грудь девушки ничто не закрывает. «Hell on Earth Part V» создавался пять лет.  При съёмках использовались вертолеты, операторские краны, стационарные камеры и ручные HD-камеры.
В DVD входят записи с европейского тура «Demons, Dragons & Warriors» 2007 года, записи с тура «Death to Infidels» 2009 года из Финляндии, Франции, Испании, Румынии, Норвегии, Германии и России, записи 2005 года из Турции, Испании, Чехии, США и Канады и запись 2007 года в Греции. Материалы из России были сняты на концерте 24 июля 2009 года в Москве в Зелёном театре ЦКПиО им. М. Горького. На втором диске так же присутствует небольшой фрагмент с концерта 7 апреля 2007 в Москве в ДС Лужники.
Полная по длительности версия «Hail and Kill», снятая во время грозы в Стамбуле в Крепости Семи Башен (англ. Fortress of the Seven Towers) также включена в DVD.
Единственная композиция на которой присутствуют материалы из России — «Let The Gods Decide». Большая часть видео и звук на ней из концерта в Германии. Из России на ней лишь видео зрителей. Фанатов из России легко отличить по бумажным браслетам, которые надевались на входе. Красный цвет браслетов означает «фэн-зона».

## Содержание диска
DVD 1
- - Introduction
  - Loki God Of Fire — Opening Sequence
  - Hand Of Doom — Норвегия 2009
  - Die For Metal — Германия 2007
  - Turkey
  - Hail And Kill — Турция 2005
  - Spain 2005
  - Sleipnir — Испания 2009
  - North America 2005
  - Thunder In The Sky — Magic Circle Festival III, Германия 2009
  - MANOWAR Rehearsal, Fans And Beer
  - Mountains — Германия 2007
  - Call To Arms — Финляндия 2009
  - Gloves Of Metal — Германия 2007
  - Греция 2007
  - Let The Gods Decide — Россия/Германия 2009
  - Чехия 2005—2007
  - The Ascension — Чехия 2005
  - Kings Of Kings — Чехия 2005
  - Германия 2007—2009
  - God Or Man — Magic Circle Festival III, Германия 2009
  - Father — Magic Circle Festival III, Германия 2009
  - Loki God Of Fire — Румыния 2009
  - Demons, Dragons And Warriors Tour Documentary 2007
  - Sons Of Odin — Германия 2007
  - Glory, Majesty, Unity — Германия 2007
  - Gods Of War — Германия 2007
  - Army Of The Dead Part II — Германия 2007
  - Odin — Германия 2007
  - Hymn Of The Immortal Warrior — Германия 2007
  - End Credits
  - Immeasurable Punishment

DVD 2
- - Die For Metal Music Video
  - The Crown And The Ring — Франция 2009
  - The Ascension Orchestral Rehearsal — Чехия 2005
  - Gods Of War Album Documentary
  - Bulgarian Building
  - MANOWAR Cafe
  - Asgard Saga Documentary
  - Father Documentary
  - Highlights From The Death To Infidels Tour 2009
  - Magic Circle Festival III Documentary
  - Metal Moments